# St Patrick's Athletic Football Club 2012
Questa voce raccoglie le informazioni riguardanti il St Patrick's Athletic Football Club nelle competizioni ufficiali della stagione 2012.

## Maglie e sponsor
| Casa | Trasferta |

## Risultati

### UEFA Europa League

#### Preliminari
| Dublino 2 agosto 2012, ore 20.45 CEST 3º Turno Preliminare Andata      | St Patrick's | 0 – 3 referto                        | Hannover 96 | Tallaght Stadium (4.236 spett.) |
| \| \| \| \| \| \| Marcatori \| 6’ Andreasen 67’ Pander 80’ Ya Konan \| |              |                                      |             |                                 |
|                                                                        |              |                                      |             |                                 |
|                                                                        | Marcatori    | 6’ Andreasen 67’ Pander 80’ Ya Konan |             |                                 |

| Hannover 9 agosto 2012, ore 20.30 CEST 3º Turno Preliminare Ritorno | Hannover 96 | 2 – 0 referto | St Patrick's | AWD Arena |
| \| \| \| \| \| Haggui 32’ Eggimann 47’ \| Marcatori \| \|           |             |               |              |           |
|                                                                     |             |               |              |           |
| Haggui 32’ Eggimann 47’                                             | Marcatori   |               |              |           |

## Statistiche

### Statistiche di squadra
| Competizione     | Punti | In casa | In casa | In casa | In casa | In casa | In casa | In trasferta | In trasferta | In trasferta | In trasferta | In trasferta | In trasferta | Totale | Totale | Totale | Totale | Totale | Totale |
| Competizione     | Punti | G       | V       | N       | P       | Gf      | Gs      | G            | V            | N            | P            | Gf           | Gs           | G      | V      | N      | P      | Gf     | Gs     |
| ---------------- | ----- | ------- | ------- | ------- | ------- | ------- | ------- | ------------ | ------------ | ------------ | ------------ | ------------ | ------------ | ------ | ------ | ------ | ------ | ------ | ------ |
| Premier Division | 32    | 8       | 5       | 1       | 2       | 12      | 6       | 10           | 3            | 7            | 0            | 12           | 7            | 18     | 8      | 8      | 2      | 24     | 13     |
| Totale           | -     | 8       | 5       | 1       | 2       | 12      | 6       | 10           | 3            | 7            | 0            | 12           | 7            | 18     | 8      | 8      | 2      | 24     | 13     |